# Угар (притока Врбаса)
Угар је ријека у Босни и Херцеговини, десна притока Врбаса. Својим доњим током чини ентитетску границу између Федерације БиХ (на југу) и Републике Српске (на сјеверу).